# Чизмон дел Грапа
Чизмо̀н дел Гра̀па (на италиански: Cismon del Grappa; на венециански: Cismon, Чизмон) е село в Северна Италия, община Валбрента, провинция Виченца, регион Венето. Разположено е на 190 m надморска височина.